# Esther Denner
Esther Denner, född 1720, död 1779, var en tysk konstnär (målare).
Hon var dotter till målaren Balthasar Denner och gifte sig med läkaren Johann Christian Wilhelm Verpoorten, hovläkare i Mecklenburg-Strelitz. Hon lärde sig måla av sin far och assisterade honom i hans ateljé med sina syskon. Hon bodde som barn flera år i England. Hon är känd för sina porträttmålningar från hovet i Mecklenburg-Strelitz.